# Piazzatorre

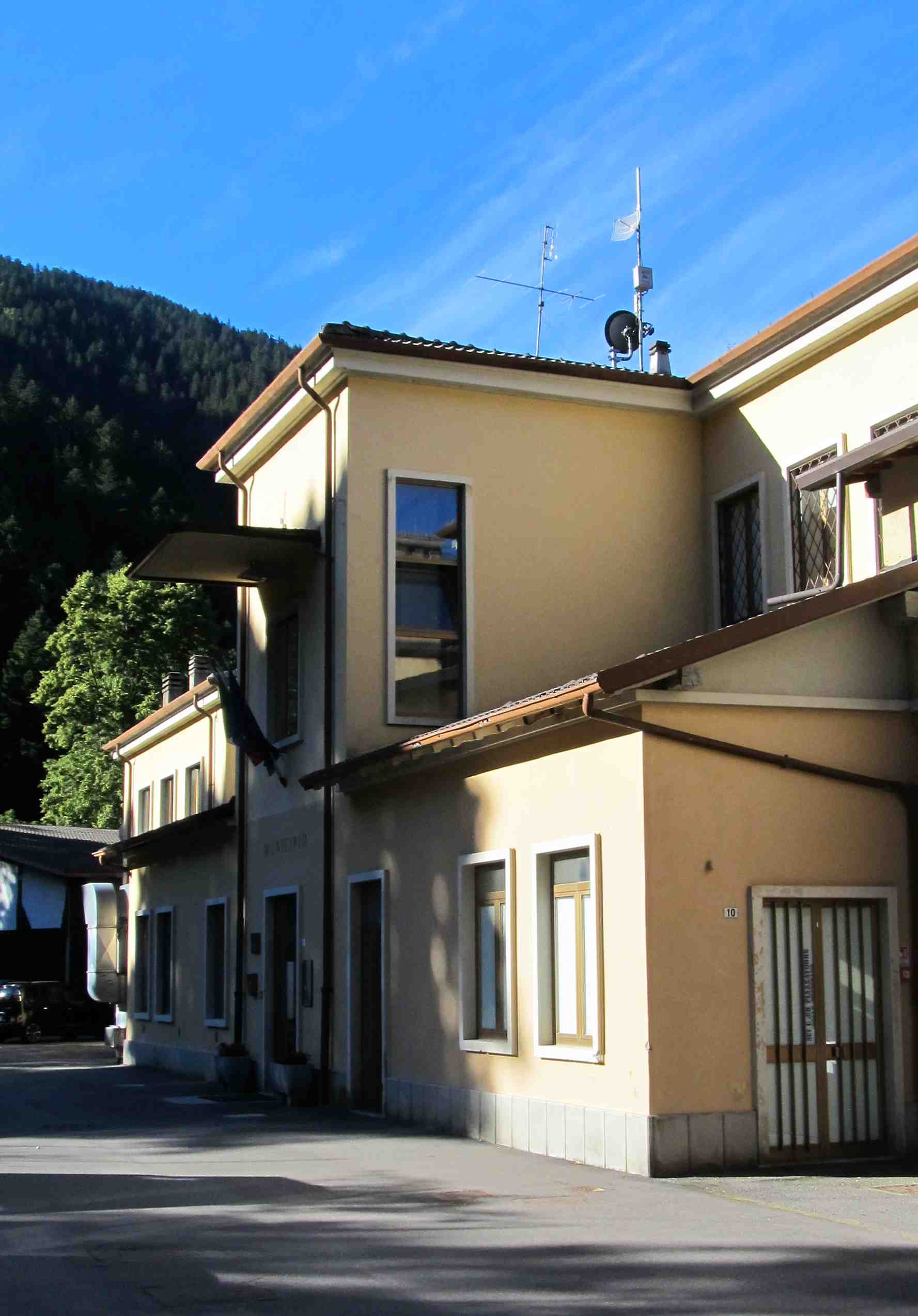
Radnice

Piazzatorre je komuna (obec) v provincii Bergamo v italském regionu Lombardie, která se nachází asi 70 kilometrů severovýchodně od Milána a asi 35 kilometrů severně od Bergama. V roce 2018 žilo v obci 399 obyvatel. Má rozlohu 23,6 kilometrů čtverečních.
Piazzatorre sousedí s těmito obcemi: Branzi, Isola di Fondra, Mezzoldo, Moio de' Calvi, Olmo al Brembo, Piazzolo, Valleve.

## Turismus
Na území Piazzotorre je lyžařský areál Torcole.
První milánští turisté z vyšší třídy začali do Piazzotorre přijíždět na začátku 20. století. Až do čtyřicátých let 20. století se zde provozovala pouze letní turistika, ale vzhledem k rozvoji lyžařského areálu Torcole začala nabírat na popularitě i zimní turistika.